# Seán Smyth
Seán Smyth toca el violín y el tin whistle en el grupo de música tradicional irlandesa Lúnasa. Nació en Straide, Condado de Mayo, y ahora vive en Galway. Seán es campeón de Irlanda tanto de violín como de tin whistle.
Su disco de debut, The Blue Fiddle ("El violín triste", 1993), fue considerado uno de los diez mejores álbumes por el periódico The Irish Echo.
Otras grabaciones: Ceol Tigh Neachtain, Música en Matt Molloy's, Viento de cambio de Brendan O'Regan, De Repente de Alan Kelly, Mosaico y Coolfin de Dónal Lunny.